# 古賀杉夫
古賀 杉夫（こが すぎお、1909年（明治42年）3月12日 - 1996年（平成8年）8月27日）は、昭和時代の政治家。福岡県柳川市長（5期）。

## 経歴
福岡県三潴郡久間田村出身。
1938年（昭和13年）満州国政庁役員に就任。
1943年（昭和18年）満州国興安省参事官。
1956年（昭和31年）福岡県大川市助役。
1959年（昭和34年）柳川市長就任、以後1979年（昭和54年）までの5期連続で柳川市長に就任する。